# Эль-Порвенир (Чиуауа)
Эль-Порвенир (исп. El Porvenir) — посёлок в Мексике, штат Чиуауа, входит в состав муниципалитета Прахедис-Герреро. Численность населения, по данным переписи 2010 года, составила 1253 человека.

## История
В период с 2009 по 2012 год Эль-Порвенир стал местом разборок между различными преступными группировками, за контроль над территорией в обороте наркотиков и нарковойне.